# خروت‌اسخرمر
خروت‌اسخرمر (به هلندی: Grootschermer) یک منطقهٔ مسکونی در هلند است که در آلکمار واقع شده‌است. خروت‌اسخرمر ۱٬۰۰۰ نفر جمعیت دارد.